# Макаров, Никита Витальевич
Никита Витальевич Макаров (2 января 2001, Ульяновск) — российский футболист, полузащитник.

## Биография
Воспитанник футбольного клуба «Рубин», в котором и начал профессиональную карьеру. Первоначально играл только за молодёжную команду, но в июле 2019 года стал привлекаться к запасу основного состава. За основной состав клуба дебютировал 10 августа 2019 года в матче против «Краснодара».
В ноябре 2019 провёл два матча квалификации к юношескому чемпионату Европы 2020 в составе сборной России под руководством Александра Кержакова — в играх против Косово (1:1) и Польши (4:0) выходил на замену во втором тайме.
Летом 2020 года был отдан в аренду в клуб «Велес», но вскоре покинул команду из-за проблем со здоровьем. Завершил карьеру летом 2021 года.